# A-ZERO
『A-ZERO』（アクションゼロ）は、双葉社から発行されていた日本の月刊青年漫画雑誌である。2008年7月7日に『漫画アクション』増刊8月7日号としてNo.001が発行され、2009年6月6日のNo.012まで毎月7日（休日による前後あり）に発売された。中綴じ、定価390円。
創刊号のキャッチフレーズは「A-ZEROは激画です」。

## 概要
「様々なジャンルの漫画を掲載し、ひたすら面白さを追求する青年漫画誌」としている。コラム記事も充実しており、そこも売りの一つとなっている。また一部作品は、双葉社のA-ZERO紹介サイト（後述）にて第1話の一部を試し読みをすることが可能である。毎号の巻頭と巻中、巻末にカラーページがあり、中綴じの漫画雑誌としては他社の広告ページが少ないのも特徴。なお次号予告ページ及びアンケート募集ページで、マスコットキャラクターとしてUNKOの主人公「ウンチくん」が使用されている。
アンケート回答者の中から抽選で100名に各号の表紙の絵柄が入った500円分のQUOカードがプレゼントされていたが、創刊号からNo.004までは毎月のアンケートハガキの総数が100通に達せず、プレゼントの当選率は100%であった。No.005のアンケートハガキの総数は101通であり、編集部の判断によって全員を当選とし、当選率は101%となった。
掲載作品の単行本がACTION COMICSレーベルで、2009年1月15日より発売。

## 連載作品
- デフォルトでの表示順は連載開始順。開始号が同じものは掲載順。

|    | 作品名                   | 作者（作画）         | 原作者など                | 開始 | 終了 | 注記 |
| -- | ------------------------ | -------------------- | ------------------------- | ---- | ---- | --- |
| 1  | 陽炎の辻 居眠り磐音      | かざま鋭二（漫画）   | 佐伯泰英（原作）          | 001  | 012  | →『漫画アクション』に移籍 創刊以来、毎号50ページ越えで連載。 |
| 2  | 父を訪ねてだいたい三千匹 | 上島カンナ           | －                        | 001  | 012  | サイドストーリーが作者のブログで連載されていた。 |
| 3  | ルンたん                 | 一條裕子             | －                        | 001  | 012  | |
| 4  | 食戦記                   | 中村博文             | －                        | 001  | 008  | No.009以降休載のまま雑誌が休刊 |
| 5  | 変身                     | 桜壱バーゲン         | フランツ・カフカ （原作） | 001  | 012  | |
| 6  | 未知次元 Dimension X     | 菅原そうた           | －                        | 001  | 012  | →単行本描き下ろしで完結 |
| 7  | リーツェンの桜           | かどたひろし（漫画） | 舘澤貢次（原作）          | 001  | 012  | →『双葉社Webマガジン』に移籍 |
| 8  | 羽衣闘伝                 | 東篤志               | －                        | 001  | 011  | 単行本第2巻は出版中止。作者公式サイトで続きを掲載する予定であったが、掲載されず。 後に作者が『Amazon Kindle』で掲載することを発表したが、掲載されず作者死去により絶筆。 |
| 9  | 雀鳳                     | いとうまさき（漫画） | 灘麻太郎（原作）          | 001  | 012  | →単行本描き下ろしで完結 |
| 10 | スカラベの時間           | 山崎紗也夏           | －                        | 001  | 012  | |
| 11 | 中央線ドロップス         | 元町夏央             | －                        | 001  | 007  | |
| 12 | エナ Cyber Girl          | 磯本つよし           | －                        | 001  | 011  | |
| 13 | クアドリフォリオ         | 岡本健志             | －                        | 001  | 012  | →単行本描き下ろしで完結 「クアドリフォリオ・ドゥーエ」と改題し『コミックラウド』にて再開                                                                                |
| 14 | ボクの手塚治虫せんせい   | 古谷三敏             | －                        | 001  | 012  | →単行本描き下ろしで完結予定 |
| 15 | ゼロの笑点               | 江口寿史             | －                        | 001  | 012  | 巻末カラー連載 |
| 16 | UNKO                     | ともこ               | －                        | 001  | 009  | ページの枠外に1コマ漫画として掲載。 創刊号から連載されているが、目次への掲載は3号から。                                                                                 |
| 17 | 漫画家失格               | 市橋俊介             | －                        | 002  | 012  | →単行本描き下ろしで完結 不定期連載ながら、4号以外は掲載。 |
| 18 | あねおと                 | 元町夏央             | －                        | 009  | 012  | →『漫画アクション』に移籍 |
| 19 | レス・ポン太 こころの詩  | こいけひろむ         | －                        | 010  | 012  | |

## 連載漫画以外の執筆者

### ゲスト作家
- 加藤文孝 - No.006、No.007、No.011、No.012
- イワシタシゲユキ - No.011、No.012

### コラムページ
- 堀井憲一郎&丸岡巧
- Wコロン
- 成瀬朱美

ほか

## 表紙の変換
- 陽炎の辻 居眠り磐音（原作：佐伯泰英 漫画：かざま鋭二） - No.001 - No.005、No.007、No.010、No.012
- 江口寿史イラスト - No.006、No.011
- 食戦記（中村博文） - No.008
- リーツェンの桜（原作：舘澤貢次 漫画：かどたひろし） - No.009